# Juan Martín Fernández Lobbe
Juan Martín Fernández Lobbe (ur. 19 listopada 1981 w Buenos Aires) – argentyński rugbysta grający na pozycji rwacza lub wiązacza młyna. Obecnie zawodnik francuskiego RC Toulonnais, a także wicekapitan reprezentacji Argentyny. W przeszłości reprezentant Argentyny w rugby 7. Jego starszy brat, Ignacio, również jest profesjonalnym rugbystą i od 2010 roku gra w Bath Rugby.

## Kariera klubowa
Pierwszym, a zarazem ostatnim przed wyjazdem do Europy klubem Fernándeza Lobbe było amatorskie Liceo Naval. W 2006 roku Argentyńczyk trafił do angielskiego Sale Sharks, występującego w English Premiership. Philippe Saint-André, dyrektor Sharks ds. rugby ujawnił, że zainteresowanych pozyskaniem reprezentanta Argentyny było także kilka innych klubów, w tym Tuluza, Biarritz i Stade Français. W barwach Rekinów zadebiutował 3 września 2006 roku w pojedynku z Leicester Tigers. Podczas dobrego sezonu 2008/2009 został mianowany kapitanem klubu z Sale. Łącznie wystąpił w 66 meczach Sharks, w tym 43 ligowych, podczas których zdobył 80 punktów (50 w lidze).
Przed sezonem 2009/2010 przeszedł do francuskiego klubu RC Toulonnais. W ciągu dwóch sezonów w nowym klubie wystąpił w 45 meczach ligowych, z których pierwszy miał miejsce 14 sierpnia 2009 roku.

## Kariera reprezentacyjna
W seniorskiej reprezentacji Argentyny w rugby piętnastoosobowym Fernández Lobbe zadebiutował 28 kwietnia 2004 roku w meczu przeciw Urugwajowi.
W czerwcu 2006 roku znalazł się w składzie kadry Pumas, która dwukrotnie pokonała na własnym terenie Walię. Sam Argentyńczyk w obu meczach zdobył przyłożenia. W listopadzie tegoż roku Argentyńczycy z Corcho w składzie zdołali wygrać z Anglikami na ich narodowym stadionie Twickenham. W kolejnym roku Fernández Lobbe zagrał również w dwóch spotkaniach, w których Pumas pokonali Irlandię.
Został powołany na Puchar Świata w 2007 roku, podczas którego Argentyńczycy wywalczyli brąz. Obok Patricio Albacete był jedynym zawodnikiem reprezentacji Argentyny, który zagrał od początku we wszystkich 7 meczach turnieju.
W listopadzie 2008 roku, podczas przegranego pojedynku z Irlandią, po raz pierwszy wyprowadził drużynę narodową jako kapitan. Kolejny raz tę funkcję powierzono mu w 2009 roku, gdy kontuzjowany był pierwszy kapitan Felipe Contepomi.
W 2011 roku wystąpił podczas Pucharu Świata w Nowej Zelandii, gdzie Argentyńczycy w fazie grupowej przegrali czterema punktami (9:13) z Anglią, a także jednym punktem (13:12) pokonali Szkocję.
W latach 2004–2005 Corcho zaliczył także 11 występów w reprezentacji Argentyny w rugby 7.